# Klifbrekkufossar
Die Klifbrekkufossar sind Wasserfälle im Osten von Island. Der Name bedeutet übersetzt Felswand-Abhang-Wasserfälle. Sie befinden sich am Fuße des Fjords Mjóifjörður, nicht weit von Egilsstaðir entfernt. Die Wasserfälle entspringen dem Fluss Fjarðará und stürzen in 7 Stufen treppenförmig inmitten grasbewachsener Hänge hinab, die von Felswänden geschützt werden. Sie zählen zu den zehn höchsten Wasserfällen in Island.
Die Wasserfälle sind stellenweise weniger als 50 m von der Stichstraße Mjóafjarðarvegur entfernt.